# Лоуренс, Кэрол
Кэрол Лоуренс (англ. Carol Lawrence; род. 5 сентября 1932, Мелроз-Парк, Иллинойс) — американская актриса и певица, номинант на премию «Тони».

## Жизнь и карьера
Каролина Мария Лэриа родилась в Мелроз-Парке, штат Иллинойс. Сменив имя на Кэрол Лоуренс, она дебютировала на Бродвейской сцене в 1952 году и последующие пять десятилетий активно выступала в различных мюзиклах. Она добилась известности благодаря главной роли в мюзикле «Вестсайдская история», которая принесла ей номинацию на премию «Тони» в 1958 году. Среди других её известных работ выделяются мюзиклы «Я делаю! Я делаю!», «Милая Чарити», «Нет, нет, Нанэтт» и «Поцелуй женщины-паука». В шестидесятых она выпустила несколько студийных альбомов.
На телевидении она снялась в экранизации пьесы «Долина кукол», а также появилась во множестве популярных сериалов, таких как «Она написала убийство», «Отель», «Лоис и Кларк: Новые приключения Супермена» и «Секс в большом городе». Она также появилась в фильмах «Вид с моста» и «Незнакомец в нашем доме».
За свой вклад она была удостоена собственной звезды на Голливудской аллее славы. Кэрол Лоуренс была замужем три раза, у неё двое детей от второго брака.